# スクワーム
『スクワーム』（原題：Squirm）は、1976年にアメリカのエドガー・ランズベリー＝ジョーゼフ・ペラー・プロが製作したアニマル・ホラー映画。特殊メイクにはリック・ベイカーが参加している。
ミミズ（実際にはゴカイの類）の大群が凶暴化して人間を襲うという内容から、2015年にはカナダのホラー映画専門のニュースサイト「HORROR‐MOVIES.CA」で虫ホラー映画の1位に選ばれている。
日本では劇場公開後、日本テレビの『水曜ロードショー』枠にて佐藤由美子（ジェリー役）らによる日本語吹き替え版が放送された。

## 原作
原作はアメリカの作家リチャード・カーティス作の同名小説で、1976年に発表されている。日本では1977年に日本語訳（関口幸男）がサンケイ出版（現：扶桑社）から刊行された。 "Squirm" とは、ミミズや芋虫がのたくって這うという意味であり、日本語訳でも人間を襲うのはミミズとされているが、作中の説明ではグリケラ（イソチロリ）と呼ばれるゴカイの仲間となっており、映画でもゴカイとして描かれている。
映画は原作に極めて忠実であるが、原作で記述されていた、副主人公ロジャー・グライムズの少年当時のエピソードは省略されている。ロジャーが少年当時、ミミズ（ゴカイ。以後、原作に従いミミズと記述する。）養殖業を営む父は地面に電流を流すとミミズが地表に這い出てくることを発見したが（実際にはそのようなことは無く、作者の創作であろう）、それと同時にミミズは凶暴化して実験を見ていたロジャーの手の親指に食いつき、父がその指を切断するという部分があったが、映画では省略されて台詞による簡略な説明のみとなっており、ロジャーたちが成人済みの1975年に町が暴風雨に襲われる場面から始まる。
- スクワーム（1977年4月1日、サンケイ出版、リチャード・カーティス著、関口幸男訳）

## あらすじ
1975年9月29日、ジョージア州の大西洋沿岸で発生した激しい雷雨は送電線を切り、数十万ボルトの電流を地中に流した。
父を亡くして母ナオミや妹アルマとジョージア州フライ・クリークにて暮らすジェリー・サンダース（パトリシア・ピアシー）は、ニューヨークから休みを利用して町の骨董品を見にやって来る恋人ミック（ドン・スカーディノ）を迎えに行くにあたり、嵐で水浸しに荒れた道を通るために隣家のミミズ養殖業者の息子で幼馴染のロジャー・グライムズ（R・A・ダウ）に作業用トラックを借りるが、彼女に恋慕していたロジャーは内心穏やかでなかった。
やがてミックを拾ったジェリーは、荷台にミミズを満載したままのトラックで森を走り抜ける途中の町で一旦停車し、冷蔵庫の氷を買いに出た。その間にミックは近くの喫茶店に入ってドリンクを注文するが、その中には1匹のミミズが生きたまま紛れ込んでいた。ミックは店主の女性に抗議するものの、常連として居合わせた保安官や町民たちに自分で入れたんだろうという態度を取られる。ミックが辟易した時、トラックの荷台に積まれていたミミズの箱はいつの間にか消えうせていた。
昼、ミックとジェリーは約束していた町の骨董品屋ピーズリー家へ行くが主人はおらず、探しているうちに裏庭で白骨化した死体を見つける。あわてて保安官を呼んできたものの、その間に白骨は消え失せていた。ミックのことをよく思っていない保安官は、まともに取り合おうとしない。腑に落ちないままミックとジェリーは町の居酒屋を訪れ、独りで飲んでいたロジャーを釣りに誘い、3人は昼過ぎに礁湖のボート置き場で待ち合わせることにした。
ミックは自分のドリンクにミミズが入っていた時に誰かがトラックの荷台からミミズを盗んだのかも知れないと考え、ロジャーのトラックの荷台を再確認しにジェリーと向かうが、そこにはピーズリー家の裏庭から消えた白骨死体がシートで隠されていた。ミックはロジャーに知られないように白骨の身元を確認したいと考え、あることをジェリーに提案する。
「釣りの間にジェリーがロジャーを足止めし、その間にミックが何かの理由をつけて陸に戻り、白骨の身元を調べる」という段取りのもとで釣りが始まったが、その途中でミックが餌のミミズに噛み付かれて腕の肉を食いちぎられる。ミックはその治療を口実にして急ぎボートを降り、気の進まないジェリーがロジャーと2人きりでボートに残った。
ロジャーはここぞとばかりに恋心をジェリーに打ち明け、驚かすことがあると告げる。綺麗な白骨はそれだけで標本として価値があるため、ロジャーは高く売ってジェリーの気を惹こうと考えていたのだった。ロジャーは嫌がるジェリーを無理やり抱き寄せようとして突き飛ばされる。ボートには餌用のミミズの箱が何箱も積まれていたが、倒れ込んだロジャーはそのミミズに襲われ、顔の肉を何箇所も食い破られながら湖に落ち、行方不明となった。ジェリーはロジャーを助けようとしたが、その凄惨な光景に為すすべが無く、単独で帰宅する。
その間、陸に戻ったミックはトラックの荷台から白骨の頭部分を持ち出し、歯に特徴があるゆえにカルテを見れば持ち主が判るだろうと、好奇心旺盛なジェリーの妹のアルマと共に町の歯科医院を訪ねる。歯医者が不在だったため、ミックとアルマはやむなく侵入してカルテからやはりピーズリーと確認できたものの、死体が1日足らずで骨と化した理由は判らなかった。
ジェリーの家にて彼女と落ち合ったミックはロジャーが仕事場に戻っているかもしれないと考え、2人でミミズの養殖場へ向かう。そこでミックは、ロジャーの父のウィリーがミミズに食われながら白骨化しつつある姿を目撃する。一方、車でミックを待つジェリーは、自分をつけ狙う気配と視線を感じ始める。
焦るミックとジェリーは保安官にピーズリーの白骨のことやウィリーも殺されたこと、ロジャーがミミズに襲われて行方不明となったことを訴えるが、恋人との食事を優先する保安官に無視される。仕方なく帰宅したミックとジェリーは、ナオミやアルマと4人で夕食を摂り始めるが、庭の巨木が突如倒れてきて家屋の半分を押し潰したため、脱出する。ミックはそれが何万匹ものミミズによるものと知り、愕然とする。
ミックは崩れた家の壁を少しでも塞ぐために板を調達しようと少し離れたところにある壊れた精米所に向かうが、薄暗い森の中にてロジャーに襲われ、ミミズが潜むくぼ地に落とされてしまう。着ていたシャツを松明代わりにして間一髪のところで脱出したミックは、ミミズが火と光を恐れることに気づく。
切れたままの高圧線の電気は依然として地面に流れ続け、凶暴化したミミズの大群は水道の蛇口やシャワーヘッドからも出現し、床を埋め尽くして窓からもなだれ込むなど、町を惨状と化す。牢屋の中で逢瀬を楽しんでいた保安官と恋人も、ミミズに襲われてしまう。
ミックは真っ暗なジェリーの家に辛くも戻るが、ジェリーは先に侵入したロジャーに縛られ、屋根裏に隠されていた。ナオミとアルマも室内でミミズに襲われており、そこはついにミミズの海と化す。ジェリーを助けたミックは2階から外の木の枝へ逃げようとするが、もはや全身ミミズまみれとなって狂乱したロジャーが今度こそミックを殺そうと襲いかかる。ミックは格闘の末にロジャーを倒し、彼は階下で波打つミミズの海へ飲み込まれていった。
ミックとジェリーは辛くも木の枝の上で恐怖の一夜をやり過ごし、夜が明けるとミミズの姿は消え失せていた。
アルマは大きな箱に隠れて助かっており、ミックやジェリーと再会する。そこへ事情を知らない電力会社の作業員が現れ、高圧線と電話線の修理が無事終わったことや、町のどこに電話しても誰も出てくれないことを伝え、物語の幕は下りる。

## キャスト
| 役名        | 俳優                 | 日本語吹替                        |
| 役名        | 俳優                 | 日本テレビ版                      |
| ----------- | -------------------- | --------------------------------- |
| ミック      | ドン・スカーディノ   | 神谷和夫                          |
| ジェリー    | パトリシア・パーシー | 佐藤由美子                        |
| アルマ      | フラン・ヒギンス     | 鵜飼るみ子                        |
| ロジャー    | R・A・ダウ           | 宮村義人                          |
| 母親        | ジーン・サリヴァン   | 高村章子                          |
| 保安官      | ピーター・マクリーン | 仁内達之                          |
| 不明 その他 |                      | 浅井淑子 亀井三郎 北村弘一        |
|             |                      |                                   |
| 演出        | 演出                 | 蕨南勝之                          |
| 翻訳        | 翻訳                 | 大野隆一                          |
| 効果        |                      |                                   |
| 調整        |                      |                                   |
| 制作        | 制作                 | 東北新社                          |
| 解説        | 解説                 | 水野晴郎                          |
| 初回放送    | 初回放送             | 1980年9月3日 『水曜ロードショー』 |

## スタッフ
- 監督・脚本 - ジェフ・リーバーマン
- 原作 - リチャード・カーティス
- 音楽 - ロバート・プリンス
- 特殊メイク - リック・ベイカー

## DVD
- スクワーム （2004年7月2日、エスピーオー、B0002427HA）
- スクワーム（2008年10月24日、20世紀フォックス・ホームエンターテイメント・ジャパン、B001E15MIC）
- スクワーム HDリマスター版（2017年2月2日、Happinet、B01IQQQE1I）